# 2021
| [ Edytuj tabelę ]                                                | |
| Prezydent Polski                                                 | - 2015 Andrzej Duda |
| Premier Polski                                                   | - 2017 Mateusz Morawiecki 2023 |
| Prezydent Abchazji                                               | - 2020 Asłan Bżanija |
| Premier Abchazji                                                 | - 2020 Aleksandr Ankwab |
| Prezydent Afganistanu                                            | - 2014 Aszraf Ghani 2021 |
| Emir Afganistanu                                                 | - 2021 Hibatullah Achundzada |
| Premier Afganistanu                                              | - 2021 Hasan Achund (p.o.) 2023 |
| Prezydent Albanii                                                | - 2017 Ilir Meta 2022 |
| Premier Albanii                                                  | - 2013 Edi Rama |
| Prezydent Algierii                                               | - 2019 Abdelmadjid Tebboune |
| Premier Algierii                                                 | - 2019 Abd al-Aziz Dżarad 2021 - 2021 Ajman Bin Abd ar-Rahman 2023                                                                            |
| Współksiążęta Andory                                             | - 2003 Joan Enric Vives Sicília - 2017 Emmanuel Macron                                                                                        |
| Premier Andory                                                   | - 2019 Xavier Espot Zamora |
| Prezydent Angoli                                                 | - 2017 João Lourenço |
| Premier Antigui i Barbudy                                        | - 2014 Gaston Browne |
| Król Arabii Saudyjskiej                                          | - 2015 Salman ibn Abd al-Aziz Al Su’ud |
| Prezydent Argentyny                                              | - 2019 Alberto Fernández 2023 |
| Prezydent Armenii                                                | - 2018 Armen Sarkisjan 2022 |
| Premier Armenii                                                  | - 2018 Nikol Paszinian |
| Premier Australii                                                | - 2018 Scott Morrison 2022 |
| Prezydent Austrii                                                | - 2017 Alexander Van der Bellen |
| Kanclerz Austrii                                                 | - 2020 Sebastian Kurz 2021 - 2021 Alexander Schallenberg 2021 - 2021 Karl Nehammer 2025                                                       |
| Prezydent Azerbejdżanu                                           | - 2003 İlham Əliyev |
| Premier Azerbejdżanu                                             | - 2019 Əli Əsədov |
| Premier Bahamów                                                  | - 2017 Hubert Minnis 2021 - 2021 Philip Davis                                                                                                 |
| Król Bahrajnu                                                    | - 2002 Hamad ibn Isa Al Chalifa |
| Premier Bahrajnu                                                 | - 2020 Salman ibn Hamad ibn Isa Al Chalifa |
| Prezydent Bangladeszu                                            | - 2013 Abdul Hamid 2023 |
| Premier Bangladeszu                                              | - 2009 Sheikh Hasina 2024 |
| Prezydent Barbadosu                                              | - 2021 Sandra Mason |
| Premier Barbadosu                                                | - 2018 Mia Mottley |
| Król Belgów                                                      | - 2013 Filip I |
| Premier Belgii                                                   | - 2020 Alexander De Croo 2025 |
| Premier Belize                                                   | - 2020 Juan Antonio Briceño |
| Prezydent Beninu                                                 | - 2016 Patrice Talon |
| Król Bhutanu                                                     | - 2006 Jigme Khesar Namgyel Wangchuck |
| Premier Bhutanu                                                  | - 2018 Lotay Tshering 2023 |
| Prezydent Białorusi                                              | - 1994 Alaksandr Łukaszenka |
| Premier Białorusi                                                | - 2020 Raman Hałouczenka 2025 |
| Prezydent Boliwii                                                | - 2020 Luis Arce |
| Przewodniczący Prezydium Bośni i Hercegowiny                     | - 2020 Milorad Dodik 2021 - 2021 Željko Komšić 2022                                                                                           |
| Premier Bośni i Hercegowiny                                      | - 2019 Zoran Tegeltija 2023 |
| Prezydent Botswany                                               | - 2018 Mokgweetsi Masisi 2024 |
| Prezydent Brazylii                                               | - 2019 Jair Bolsonaro 2023 |
| Sułtan Brunei                                                    | - 1967 Hassanal Bolkiah |
| Prezydent Bułgarii                                               | - 2017 Rumen Radew |
| Premier Bułgarii                                                 | - 2017 Bojko Borisow 2021 - 2021 Stefan Janew 2021 - 2021 Kirił Petkow 2022                                                                   |
| Prezydent Burkiny Faso                                           | - 2015 Roch Marc Christian Kaboré 2022 |
| Premier Burkiny Faso                                             | - 2019 Christophe Joseph Marie Dabiré 2021 - 2021 Lassina Zerbo 2022                                                                          |
| Prezydent Burundi                                                | - 2020 Evariste Ndayishimiye |
| Premier Burundi                                                  | - 2020 Alain-Guillaume Bunyoni 2022 |
| Prezydent Chile                                                  | - 2018 Sebastián Piñera 2022 |
| Przewodniczący ChRL                                              | - 2013 Xi Jinping |
| Premier Chin                                                     | - 2013 Li Keqiang 2023 |
| Prezydent Chorwacji                                              | - 2020 Zoran Milanović |
| Premier Chorwacji                                                | - 2016 Andrej Plenković |
| Prezydent Cypru                                                  | - 2013 Nikos Anastasiadis 2023 |
| Prezydent Cypru Północnego                                       | - 2020 Ersin Tatar |
| Prezydent Czadu                                                  | - 1990 Idriss Déby 2021 |
| Przewodniczący Tymczasowej Rady Wojskowej Czadu                  | - 2021 Mahamat Déby Itno |
| Premier Czadu                                                    | - 2018 urząd zniesiony 2021 - 2021 Albert Pahimi Padacké 2022                                                                                 |
| Prezydent Czarnogóry                                             | - 2018 Milo Đukanović 2023 |
| Premier Czarnogóry                                               | - 2020 Zdravko Krivokapić 2022 |
| Prezydent Czech                                                  | - 2013 Miloš Zeman 2023 |
| Premier Czech                                                    | - 2017 Andrej Babiš 2021 - 2021 Petr Fiala |
| Król Danii                                                       | - 1972 Małgorzata II 2024 |
| Premier Danii                                                    | - 2019 Mette Frederiksen |
| Prezydent DR Konga                                               | - 2019 Félix Tshisekedi |
| Premier DR Konga                                                 | - 2019 Sylvestre Ilunga 2021 - 2021 Jean-Michel Sama Lukonde 2024                                                                             |
| Dalajlama                                                        | - 1940 Tenzin Gjaco |
| Prezydent Dominikany                                             | - 2020 Luis Abinader |
| Prezydent Dominiki                                               | - 2013 Charles Savarin 2023 |
| Premier Dominiki                                                 | - 2004 Roosevelt Skerrit |
| Prezydent Dżibuti                                                | - 1999 Ismail Omar Guelleh |
| Premier Dżibuti                                                  | - 2013 Abdoulkader Kamil Mohamed |
| Prezydent Egiptu                                                 | - 2014 Abd al-Fattah as-Sisi |
| Premier Egiptu                                                   | - 2018 Mustafa Madbuli |
| Prezydent Ekwadoru                                               | - 2017 Lenín Moreno 2021 - 2021 Guillermo Lasso 2023                                                                                          |
| Prezydent Erytrei                                                | - 1993 Isajas Afewerki |
| Prezydent Estonii                                                | - 2016 Kersti Kaljulaid 2021 - 2021 Alar Karis                                                                                                |
| Premier Estonii                                                  | - 2016 Jüri Ratas 2021 - 2021 Kaja Kallas 2024                                                                                                |
| Król Eswatini                                                    | - 2018 Ntombi (współpanująca) - 2018 Mswati III                                                                                               |
| Premier Eswatini                                                 | - 2020 Themba Masuku (p.o.) 2021 - 2021 Cleopas Dlamini 2023                                                                                  |
| Prezydent Etiopii                                                | - 2018 Sahle-Work Zewde |
| Premier Etiopii                                                  | - 2018 Abiy Ahmed Ali |
| Przew. Komisji Europejskiej                                      | - 2019 Ursula von der Leyen (Niemcy) |
| Przew. Rady Europejskiej                                         | - 2019 Charles Michel (Belgia) 2024 |
| Prezydent Fidżi                                                  | - 2015 George Konrote 2021 - 2021 Wiliame Katonivere 2024                                                                                     |
| Premier Fidżi                                                    | - 2007 Frank Bainimarama 2022 |
| Prezydent Filipin                                                | - 2016 Rodrigo Duterte 2022 |
| Prezydent Finlandii                                              | - 2012 Sauli Niinistö 2024 |
| Premier Finlandii                                                | - 2019 Sanna Marin 2023 |
| Prezydent Francji                                                | - 2017 Emmanuel Macron |
| Premier Francji                                                  | - 2020 Jean Castex 2022 |
| Prezydent Gabonu                                                 | - 2009 Ali Bongo Ondimba 2023 |
| Premier Gabonu                                                   | - 2020 Rose Christiane Raponda 2023 |
| Prezydent Gambii                                                 | - 2017 Adama Barrow |
| Prezydent Ghany                                                  | - 2017 Nana Akufo-Addo 2025 |
| Prezydent Grecji                                                 | - 2020 Ekaterini Sakielaropulu 2025 |
| Premier Grecji                                                   | - 2019 Kiriakos Mitsotakis 2023 |
| Premier Grenady                                                  | - 2013 Keith Mitchell 2022 |
| Prezydent Gruzji                                                 | - 2018 Salome Zurabiszwili 2024 |
| Premier Gruzji                                                   | - 2019 Giorgi Gacharia 2021 - 2021 Irakli Garibaszwili 2024                                                                                   |
| Prezydent Gujany                                                 | - 2020 Irfaan Ali |
| Premier Gujany                                                   | - 2020 Mark Phillips |
| Prezydent Gwatemali                                              | - 2020 Alejandro Giammattei 2024 |
| Prezydent Gwinei                                                 | - 2010 Alpha Condé 2021 - 2021 Mamady Doumbouya (p.o.)                                                                                        |
| Premier Gwinei                                                   | - 2018 Ibrahima Kassory Fofana 2021 - 2021 Mohamed Béavogui (p.o.) 2022                                                                       |
| Prezydent Gwinei Bissau                                          | - 2020 Umaro Sissoco Embaló |
| Premier Gwinei Bissau                                            | - 2020 Nuno Gomes Nabiam 2023 |
| Prezydent Gwinei Równikowej                                      | - 1979 Teodoro Obiang Nguema Mbasogo |
| Premier Gwinei Równikowej                                        | - 2016 Francisco Pascual Obama Asue 2023 |
| Prezydent Haiti                                                  | - 2017 Jovenel Moïse 2021 - 2021 Claude Joseph (p.o.) 2021 - 2021 Ariel Henry (p.o.) 2024                                                     |
| Premier Haiti                                                    | - 2020 Joseph Joutel 2021 - 2021 Claude Joseph (p.o.) 2021 - 2021 Ariel Henry 2024                                                            |
| Król Hiszpanii                                                   | - 2014 Filip VI |
| Premier Hiszpanii                                                | - 2018 Pedro Sánchez |
| Król Holandii                                                    | - 2013 Wilhelm-Aleksander |
| Premier Holandii                                                 | - 2010 Mark Rutte 2024 |
| Prezydent Hondurasu                                              | - 2014 Juan Orlando Hernández 2022 |
| Najwyższy przywódca Iranu                                        | - 1989 Ali Chamenei |
| Prezydent Iranu                                                  | - 2013 Hasan Rouhani 2021 - 2021 Ebrahim Ra’isi 2024                                                                                          |
| Prezydent Iraku                                                  | - 2018 Barham Salih 2022 |
| Premier Iraku                                                    | - 2020 Mustafa al-Kazimi 2022 |
| Prezydent Indii                                                  | - 2017 Ram Nath Kovind 2022 |
| Premier Indii                                                    | - 2014 Narendra Modi |
| Prezydent Indonezji                                              | - 2014 Joko Widodo 2024 |
| Prezydent Irlandii                                               | - 2011 Michael D. Higgins |
| Premier Irlandii                                                 | - 2020 Micheál Martin 2022 |
| Prezydent Islandii                                               | - 2016 Guðni Th. Jóhannesson 2024 |
| Premier Islandii                                                 | - 2017 Katrín Jakobsdóttir 2024 |
| Prezydent Izraela                                                | - 2014 Re’uwen Riwlin 2021 - 2021 Jicchak Herzog                                                                                              |
| Premier Izraela                                                  | - 2009 Binjamin Netanjahu 2021 - 2021 Naftali Bennett 2022                                                                                    |
| Premier Jamajki                                                  | - 2016 Andrew Holness |
| Cesarz Japonii                                                   | - 2019 Naruhito |
| Premier Japonii                                                  | - 2020 Yoshihide Suga 2021 - 2021 Fumio Kishida 2024                                                                                          |
| Prezydent Jemenu                                                 | - 2012 Abd Rabbuh Mansur Hadi 2022 |
| Król Jordanii                                                    | - 1999 Abd Allah II |
| Premier Jordanii                                                 | - 2020 Biszr al-Chasawina 2024 |
| Król Kambodży                                                    | - 2004 Norodom Sihamoni |
| Premier Kambodży                                                 | - 1993 Hun Sen 2023 |
| Prezydent Kamerunu                                               | - 1982 Paul Biya |
| Premier Kamerunu                                                 | - 2019 Joseph Ngute |
| Premier Kanady                                                   | - 2015 Justin Trudeau 2025 |
| Prezydent Górskiego Karabachu                                    | - 2020 Arajik Harutiunian 2023 |
| Emir Kataru                                                      | - 2013 Tamim ibn Hamad |
| Premier Kataru                                                   | - 2020 Chalid ibn Chalifa ibn Abd al-Aziz Al Sani 2023                                                                                        |
| Prezydent Kazachstanu                                            | - 2019 Kasym-Żomart Tokajew |
| Premier Kazachstanu                                              | - 2019 Askar Mamin 2022 |
| Prezydent Kenii                                                  | - 2013 Uhuru Kenyatta 2022 |
| Prezydent Kirgistanu                                             | - 2020 Talant Mamytow (p.o.) 2021 - 2021 Sadyr Dżaparow                                                                                       |
| Premier Kirgistanu                                               | - 2020 Artem Nowikow (p.o.) 2021 - 2021 Ułukbiek Maripow 2021                                                                                 |
| Przewodniczący Gabinetu Ministrów Kirgistanu                     | - 2021 Ułukbiek Maripow 2021 - 2021 Akyłbiek Dżaparow 2024                                                                                    |
| Prezydent Kiribati                                               | - 2016 Taneti Maamau |
| Prezydent Kolumbii                                               | - 2018 Iván Duque Márquez 2022 |
| Prezydent Konga                                                  | - 1997 Denis Sassou-Nguesso |
| Premier Konga                                                    | - 2016 Clément Mouamba 2021 - 2021 Anatole Collinet Makosso                                                                                   |
| Patriarcha Konstantynopola                                       | - 1991 Bartłomiej I |
| Prezydent Korei Południowej                                      | - 2017 Mun Jae-in 2022 |
| Premier Korei Południowej                                        | - 2020 Chung Sye-kyun 2021 - 2021 Hong Nam-ki (p.o.) 2021 - 2021 Kim Boo-kyum 2022                                                            |
| Przewodniczący Komisji Spraw Państwowych KRLD                    | - 2019 Kim Dzong Un |
| Najwyższy Przywódca KRLD                                         | - 2011 Kim Dzong Un |
| Premier KRLD                                                     | - 2020 Kim Tok-hun 2024 |
| Prezydent Kosowa                                                 | - 2020 Vjosa Osmani (p.o.) 2021 - 2021 Glauk Konjufca (p.o.) 2021 - 2021 Vjosa Osmani                                                         |
| Premier Kosowa                                                   | - 2020 Avdullah Hoti 2021 - 2021 Albin Kurti                                                                                                  |
| Prezydent Kostaryki                                              | - 2018 Carlos Alvarado Quesada 2022 |
| Prezydent Kuby                                                   | - 2019 Miguel Díaz-Canel |
| Premier Kuby                                                     | - 2019 Manuel Marrero Cruz |
| Emir Kuwejtu                                                     | - 2020 Nawwaf 2023 |
| Premier Kuwejtu                                                  | - 2019 Sabah al-Chalid as-Sabah 2022 |
| Prezydent Laosu                                                  | - 2016 Boungnang Vorachith 2021 - 2021 Thongloun Sisoulith                                                                                    |
| Król Lesotho                                                     | - 1996 Letsie III |
| Premier Lesotho                                                  | - 2020 Moeketsi Majoro 2022 |
| Prezydent Libanu                                                 | - 2016 Michel Aoun 2022 |
| Premier Libanu                                                   | - 2020 Hassan Dijab 2021 - 2021 Nadżib Mikati 2025                                                                                            |
| Prezydent Liberii                                                | - 2018 George Weah 2024 |
| Przywódca Libii                                                  | - 2016 Fajiz as-Sarradż 2021 - 2021 Muhammad al-Manfi                                                                                         |
| Premier Libii                                                    | - 2014 Abd Allah as-Sani 2021 - 2016 Fajiz as-Sarradż 2021 - 2021 Abd al-Hamid ad-Dubajba                                                     |
| Książę Liechtensteinu                                            | - 1989 Jan Adam II |
| Premier Liechtensteinu                                           | - 2013 Adrian Hasler 2021 - 2021 Daniel Risch 2025                                                                                            |
| Prezydent Litwy                                                  | - 2019 Gitanas Nausėda |
| Premier Litwy                                                    | - 2020 Ingrida Šimonytė 2024 |
| Wielki książę Luksemburga                                        | - 2000 Henryk |
| Premier Luksemburga                                              | - 2013 Xavier Bettel 2023 |
| Prezydent Łotwy                                                  | - 2019 Egils Levits 2024 |
| Premier Łotwy                                                    | - 2019 Arturs Krišjānis Kariņš 2023 |
| Prezydent Macedonii Północnej                                    | - 2019 Stewo Pendarowski 2024 |
| Premier Macedonii Północnej                                      | - 2020 Zoran Zaew 2022 |
| Prezydent Madagaskaru                                            | - 2019 Andry Rajoelina 2023 |
| Premier Madagaskaru                                              | - 2018 Christian Ntsay |
| Prezydent Malawi                                                 | - 2020 Lazarus Chakwera |
| Prezydent Malediwów                                              | - 2018 Ibrahim Mohamed Solih 2023 |
| Król Malezji                                                     | - 2019 Abdullah 2024 |
| Premier Malezji                                                  | - 2020 Muhyiddin Yassin 2021 - 2021 Ismail Sabri Yaakob 2022                                                                                  |
| Prezydent Mali                                                   | - 2020 Ba N’Daou (p.o) 2021 - 2021 Assimi Goita (p.o.)                                                                                        |
| Premier Mali                                                     | - 2020 Moctar Ouane (p.o.) 2021 - 2021 Choguel Kokalla Maïga (p.o.) 2022                                                                      |
| Prezydent Malty                                                  | - 2019 George Vella 2024 |
| Premier Malty                                                    | - 2020 Robert Abela |
| Król Maroka                                                      | - 1999 Muhammad VI |
| Premier Maroka                                                   | - 2017 Sad ad-Din al-Usmani 2021 - 2021 Aziz Achannusz                                                                                        |
| Prezydent Mauretanii                                             | - 2019 Muhammad wuld al-Ghazwani |
| Premier Mauretanii                                               | - 2020 Muhammad wuld Bilal 2024 |
| Prezydent Mauritiusa                                             | - 2019 Prithvirajsing Roopun 2024 |
| Premier Mauritiusa                                               | - 2017 Pravind Jugnauth 2024 |
| Prezydent Meksyku                                                | - 2018 Andrés Manuel López Obrador 2024 |
| Prezydent Mikronezji                                             | - 2019 David W. Panuelo 2023 |
| Prezydent Mjanmy                                                 | - 2018 Win Myint 2021 - 2021 Myint Swe (p.o.) 2024                                                                                            |
| Premier Mjanmy                                                   | - 2016 Aung San Suu Kyi 2021 - 2021 Min Aung Hlaing                                                                                           |
| Prezydent Mołdawii                                               | - 2020 Maia Sandu |
| Premier Mołdawii                                                 | - 2020 Aureliu Ciocoi (p.o.) 2021 - 2021 Natalia Gavrilița 2023                                                                               |
| Książę Monako                                                    | - 2005 Albert II |
| Minister stanu Monako                                            | - 2020 Pierre Dartout 2024 |
| Prezydent Mongolii                                               | - 2017 Chaltmaagijn Battulga 2021 - 2021 Uchnaagijn Chürelsüch                                                                                |
| Premier Mongolii                                                 | - 2017 Uchnaagijn Chürelsüch 2021 - 2021 Luvsannamsrain Oyun-Erdene                                                                           |
| Prezydent Mozambiku                                              | - 2015 Filipe Nyusi 2025 |
| Premier Mozambiku                                                | - 2015 Carlos Agostinho do Rosário 2022 |
| Prezydent Naddniestrza                                           | - 2016 Wadim Krasnosielski |
| Prezydent Namibii                                                | - 2015 Hage Geingob 2024 |
| Premier Namibii                                                  | - 2015 Saara Kuugongelwa 2025 |
| Sekretarz generalny NATO                                         | - 2014 Jens Stoltenberg (Norwegia) 2024 |
| Prezydent Nauru                                                  | - 2019 Lionel Aingimea 2022 |
| Prezydent Nepalu                                                 | - 2015 Bidhya Devi Bhandari 2023 |
| Premier Nepalu                                                   | - 2018 Khadga Prasad Oli 2021 - 2021 Sher Bahadur Deuba 2022                                                                                  |
| Prezydent Niemiec                                                | - 2017 Frank-Walter Steinmeier |
| Kanclerz Niemiec                                                 | - 2005 Angela Merkel 2021 - 2021 Olaf Scholz 2025                                                                                             |
| Prezydent Nigru                                                  | - 2011 Mahamadou Issoufou 2021 - 2021 Mohamed Bazoum 2023                                                                                     |
| Premier Nigru                                                    | - 2011 Brigi Rafini 2021 - 2021 Ouhoumoudou Mahamadou 2023                                                                                    |
| Prezydent Nigerii                                                | - 2015 Muhammadu Buhari 2023 |
| Prezydent Nikaragui                                              | - 2007 Daniel Ortega 2025 |
| Król Norwegii                                                    | - 1991 Harald V |
| Premier Norwegii                                                 | - 2013 Erna Solberg 2021 - 2021 Jonas Gahr Støre                                                                                              |
| Premier Nowej Zelandii                                           | - 2017 Jacinda Ardern 2023 |
| Prezydent Osetii Południowej                                     | - 2017 Anatolij Bibiłow 2022 |
| Sułtan Omanu                                                     | - 2020 Hajsam ibn Tarik Al Sa’id |
| Sekretarz generalny ONZ                                          | - 2017 António Guterres (Portugalia) |
| Prezydent Pakistanu                                              | - 2018 Arif Alvi 2024 |
| Premier Pakistanu                                                | - 2018 Imran Khan 2022 |
| Prezydent Palau                                                  | - 2013 Tommy Remengesau 2021 - 2021 Surangel Whipps Jr.                                                                                       |
| Prezydent Palestyny                                              | - 2013 Mahmud Abbas |
| Premier Palestyny                                                | - 2019 Mohammed Sztajeh 2024 |
| Prezydent Panamy                                                 | - 2019 Laurentino Cortizo 2024 |
| Papież                                                           | - 2013 Franciszek 2025 |
| Premier Papui-Nowej Gwinei                                       | - 2019 James Marape |
| Prezydent Paragwaju                                              | - 2018 Mario Abdo Benítez 2023 |
| Prezydent Peru                                                   | - 2020 Francisco Sagasti 2021 - 2021 Pedro Castillo 2022                                                                                      |
| Premier Peru                                                     | - 2020 Violeta Bermúdez 2021 - 2021 Guido Bellido 2021 - 2021 Mirtha Vásquez 2021 - 2021 Héctor Valer 2022                                    |
| Prezydent Południowej Afryki                                     | - 2018 Cyril Ramaphosa |
| Prezydent Portugalii                                             | - 2016 Marcelo Rebelo de Sousa |
| Premier Portugalii                                               | - 2015 António Costa 2024 |
| Sekretarz generalny Rady Europy                                  | - 2019 Marija Pejčinović Burić (Chorwacja) 2024                                                                                               |
| Prezydent Republiki Środkowoafrykańskiej                         | - 2016 Faustin-Archange Touadéra |
| Premier Republiki Środkowoafrykańskiej                           | - 2019 Firmin Ngrébada 2021 - 2021 Henri-Marie Dondra 2022                                                                                    |
| Prezydent Republiki Zielonego Przylądka                          | - 2011 Jorge Carlos Fonseca 2021 - 2021 José Maria Neves                                                                                      |
| Premier Republiki Zielonego Przylądka                            | - 2016 Ulisses Correia e Silva |
| Prezydent Rosji                                                  | - 2012 Władimir Putin |
| Premier Rosji                                                    | - 2020 Michaił Miszustin |
| Prezydent Rumunii                                                | - 2014 Klaus Iohannis 2025 |
| Premier Rumunii                                                  | - 2020 Florin Cîțu 2021 - 2021 Nicolae Ciucă 2023                                                                                             |
| Prezydent Rwandy                                                 | - 2000 Paul Kagame |
| Premier Rwandy                                                   | - 2017 Édouard Ngirente |
| Premier Saint Kitts i Nevis                                      | - 2015 Timothy Harris 2022 |
| Premier Saint Lucia                                              | - 2016 Allen Chastanet 2021 - 2021 Philip Pierre                                                                                              |
| Premier Saint Vincent i Grenadyn                                 | - 2001 Ralph Gonsalves |
| Prezydent Salwadoru                                              | - 2019 Nayib Bukele 2023 |
| O le Ao o le Malo Samoa                                          | - 2017 Tuimalealiʻifano Vaʻaletoa Sualauvi II                                                                                                 |
| Premier Samoa                                                    | - 1998 Tuilaʻepa Sailele Malielegaoi 2021 - 2021 Naomi Mataʻafa                                                                               |
| Kapitanowie Regenci San Marino                                   | - 2020 Alessandro Cardelli Mirko Dolcini 2021 - 2021 Gian Carlo Venturini Marco Nicolini 2021 - 2021 Francesco Mussoni Giacomo Simoncini 2022 |
| Sekretarz Stanu do spraw Politycznych i Zagranicznych San Marino | - 2020 Luca Beccari |
| Prezydent Senegalu                                               | - 2012 Macky Sall 2024 |
| Prezydent Serbii                                                 | - 2017 Aleksandar Vučić |
| Premier Serbii                                                   | - 2017 Ana Brnabić 2024 |
| Prezydent Seszeli                                                | - 2020 Wavel Ramkalawan |
| Prezydent Sierra Leone                                           | - 2018 Julius Maada Bio |
| Premier Sierra Leone                                             | - 2018 David J. Francis 2021 - 2021 Jacob Jusu Saffa 2023                                                                                     |
| Prezydent Singapuru                                              | - 2017 Halimah Yacob 2023 |
| Premier Singapuru                                                | - 2004 Lee Hsien Loong 2024 |
| Prezydent Słowacji                                               | - 2019 Zuzana Čaputová 2024 |
| Premier Słowacji                                                 | - 2020 Igor Matovič 2021 - 2021 Eduard Heger 2023                                                                                             |
| Prezydent Słowenii                                               | - 2012 Borut Pahor 2022 |
| Premier Słowenii                                                 | - 2020 Janez Janša 2022 |
| Prezydent Somalii                                                | - 2017 Mohamed Abdullahi Mohamed 2022 |
| Premier Somalii                                                  | - 2020 Mohamed Hussein Roble 2022 |
| Prezydent Sri Lanki                                              | - 2019 Gotabaya Rajapaksa 2022 |
| Premier Sri Lanki                                                | - 2019 Mahinda Rajapaksa 2022 |
| Przewodniczący Rady Suwerennej Sudanu                            | - 2019 Abd al-Fattah Abd ar-Rahman al-Burhan                                                                                                  |
| Premier Sudanu                                                   | - 2019 Abd Allah Hamduk 2021 - 2021 Abd Allah Hamduk 2022                                                                                     |
| Prezydent Sudanu Południowego                                    | - 2011 Salva Kiir Mayardit |
| Prezydent Surinamu                                               | - 2020 Chan Santokhi |
| Prezydent Syrii                                                  | - 2000 Baszszar al-Asad 2024 |
| Premier Syrii                                                    | - 2020 Husajn Arnus 2024 |
| Prezydent Szwajcarii                                             | - 2021 Guy Parmelin 2021 |
| Król Szwecji                                                     | - 1973 Karol XVI Gustaw |
| Premier Szwecji                                                  | - 2014 Stefan Löfven 2021 - 2021 Magdalena Andersson 2022                                                                                     |
| Prezydent Tadżykistanu                                           | - 1994 Emomali Rahmon |
| Premier Tadżykistanu                                             | - 2013 Kohir Rasulzoda |
| Król Tajlandii                                                   | - 2016 Maha Vajiralongkorn |
| Premier Tajlandii                                                | - 2014 Prayuth Chan-ocha 2023 |
| Prezydent Tajwanu                                                | - 2016 Tsai Ing-wen 2024 |
| Prezydent Tanzanii                                               | - 2015 John Magufuli 2021 - 2021 Samia Suluhu                                                                                                 |
| Premier Tanzanii                                                 | - 2015 Kassim Majaliwa |
| Prezydent Timoru Wschodniego                                     | - 2017 Francisco Guterres 2022 |
| Premier Timoru Wschodniego                                       | - 2018 Taur Matan Ruak 2023 |
| Prezydent Togo                                                   | - 2005 Faure Gnassingbé 2025 |
| Premier Togo                                                     | - 2020 Victoire Tomegah Dogbé 2025 |
| Król Tonga                                                       | - 2012 Tupou VI |
| Premier Tonga                                                    | - 2019 Pōhiva Tuʻiʻonetoa 2021 - 2021 Siaosi Sovaleni 2024                                                                                    |
| Prezydent Trynidadu i Tobago                                     | - 2018 Paula-Mae Weekes 2023 |
| Premier Trynidadu i Tobago                                       | - 2015 Keith Rowley 2025 |
| Prezydent Tunezji                                                | - 2019 Kais Saied |
| Premier Tunezji                                                  | - 2020 Hiszam Masziszi 2021 - 2021 Najla Boudin Romdhane 2023                                                                                 |
| Prezydent Turcji                                                 | - 2014 Recep Tayyip Erdoğan |
| Prezydent Turkmenistanu                                          | - 2006 Gurbanguly Berdimuhamedow 2022 |
| Prezydent Ugandy                                                 | - 1986 Yoweri Museveni |
| Premier Ugandy                                                   | - 2014 Ruhakana Rugunda 2021 - 2021 Robinah Nabbanja                                                                                          |
| Prezydent Ukrainy                                                | - 2019 Wołodymyr Zełenski |
| Premier Ukrainy                                                  | - 2020 Denys Szmyhal |
| Prezydent Urugwaju                                               | - 2020 Luis Lacalle Pou 2025 |
| Prezydent USA                                                    | - 2017 Donald Trump 2021 - 2021 Joe Biden 2025                                                                                                |
| Prezydent Uzbekistanu                                            | - 2016 Shavkat Mirziyoyev |
| Premier Uzbekistanu                                              | - 2016 Abdulla Aripov |
| Prezydent Vanuatu                                                | - 2017 Tallis Obed Moses 2022 |
| Premier Vanuatu                                                  | - 2020 Bob Loughman 2022 |
| Prezydent Wenezueli                                              | - 2013 Nicolás Maduro |
| Prezydent Węgier                                                 | - 2012 János Áder 2022 |
| Premier Węgier                                                   | - 2010 Viktor Orbán |
| Monarcha Wielkiej Brytanii                                       | - 1952 Elżbieta II 2022 |
| Premier Wielkiej Brytanii                                        | - 2019 Boris Johnson 2022 |
| Prezydent Wietnamu                                               | - 2018 Nguyễn Phú Trọng 2021 - 2021 Nguyễn Xuân Phúc 2023                                                                                     |
| Premier Wietnamu                                                 | - 2016 Nguyễn Xuân Phúc 2021 - 2021 Phạm Minh Chính                                                                                           |
| Prezydent Włoch                                                  | - 2015 Sergio Mattarella |
| Premier Włoch                                                    | - 2018 Giuseppe Conte 2021 - 2021 Mario Draghi 2022                                                                                           |
| Prezydent WKS                                                    | - 2010 Alassane Ouattara |
| Premier WKS                                                      | - 2020 Hamed Bakayoko 2021 - 2021 Patrick Achi (p.o.) 2021 - 2021 Patrick Achi 2023                                                           |
| Prezydent Wysp Marshalla                                         | - 2020 David Kabua 2024 |
| Prezydent Wysp Świętego Tomasza i Książęcej                      | - 2016 Evaristo Carvalho 2021 - 2021 Carlos Vila Nova                                                                                         |
| Prezydent Zambii                                                 | - 2015 Edgar Lungu 2021 - 2021 Hakainde Hichilema                                                                                             |
| Prezydent Zimbabwe                                               | - 2017 Emmerson Mnangagwa |
| Prezydent ZEA                                                    | - 2004 Chalifa ibn Zajid Al Nahajjan 2022 |
| Premier ZEA                                                      | - 2006 Muhammad ibn Raszid al-Maktum |

Rok 2021 / MMXXI
stulecia: XX wiek ~
XXI wiek ~
XXII wiek

dziesięciolecia:
1990–1999 •
2000–2009 •
2010–2019 •
2020–2029

lata: 2011 «
2016 «
2017 «
2018 «
2019 «
2020 «
2021
» 2022
» 2023
» 2024
» 2025
» 2026
» 2031

## Rok 2021 ogłoszono
- Rokiem Konstytucji 3 maja (w 230. rocznicę uchwalenia) (Polska)[1]
- Rokiem kard. Stefana Wyszyńskiego (w 40. rocznicę śmierci oraz 120. rocznicę urodzin) (Polska)[1][2]
- Rokiem Stanisława Lema (w 100. rocznicę urodzin) (Polska)[1]
- Rokiem Cypriana Kamila Norwida (w 200. rocznicę urodzin) (Polska)[1][2]
- Rokiem Tadeusza Różewicza (w 100. rocznicę urodzin) (Polska)[1]
- Rokiem Krzysztofa Kamila Baczyńskiego (w 100. rocznicę urodzin) (Polska)[1]
- Rokiem Pracowników Ochrony Zdrowia (Polska)[2]
- Rokiem Powstań Śląskich (w 100. rocznicę III powstania śląskiego) (Polska)[2]
- Rokiem Polskiej Tradycji Konstytucyjnej (w 230. rocznicę uchwalenia Konstytucji 3 maja i 100. rocznicę uchwalenia konstytucji marcowej) (Polska)[2]
- Rokiem Grupy Ładosia (w 80. rocznicę rozpoczęcia jej działalności) (Polska)[3]
- Rokiem Świętym Jakubowym

## Wydarzenia w Polsce

### Styczeń
- 1 stycznia:
  - Kamieniec Ząbkowicki, Goraj, Kamionka, Sochocin, Solec nad Wisłą, Wiskitki, Dubiecko, Wodzisław, Budzyń i Koźminek otrzymały prawa miejskie[4].
  - wejście w życie nowej ustawy z dnia 11 września 2019 r. – Prawo zamówień publicznych[5].
- 4 stycznia – prezydent Andrzej Duda dokonał zmiany w Kancelarii Prezydenta RP, ze stanowiska zastępcy szefa Kancelarii Prezydenta RP odszedł Paweł Mucha, stanowisko to objął Piotr Ćwik. Na stanowisko szefa Gabinetu Prezydenta RP został powołany z dniem następnym Paweł Szrot, który zastąpił Krzysztofa Szczerskiego[6].
- 8 stycznia – prezydent Andrzej Duda zawetował nowelizację ustawy o działach administracji rządowej[7].
- 27 stycznia – w Dzienniku Ustaw opublikowano będący przyczyną masowych protestów wyrok Trybunału Konstytucyjnego stwierdzający, że przesłanka embriopatologiczna przerwania ciąży jest niezgodna z Konstytucją RP[8].
- 31 stycznia – odbył się 29. finał Wielkiej Orkiestry Świątecznej Pomocy.

### Luty
- 10 lutego – część mediów telewizyjnych i radiowych zawiesiło swoją działalność poprzez protest „media bez wyboru” przeciwko wprowadzeniu podatku od reklam[9].
- 23 lutego – wejście w życie ustawy z dnia 17 grudnia 2020 r. o rezerwach strategicznych[10], na mocy której przekształcono istniejącą od 1996 roku Agencję Rezerw Materiałowych w Rządową Agencję Rezerw Strategicznych.

### Marzec
- 2 marca – uruchomiono polską wersję sklepu internetowego Amazon[11].
- 6 marca – po raz pierwszy na antenie Polsatu emitowano serial Kowalscy kontra Kowalscy w reż. Okiła Khamidova[12].
- 14 marca – otwarcie nowej stacji kolejowej Warszawa Główna[13].

### Kwiecień
- 1 kwietnia – rozpoczęcie Narodowego Spisu Powszechnego Ludności i Mieszkań.
- 16 kwietnia – wejście w życie ustawy z dnia 10 grudnia 2020 r. o zawodzie farmaceuty[14].

### Czerwiec
- 7 czerwca – Utworzono Centrum Kompetencji Pojazdów Autonomicznych i Połączonych. Ma się ono między innymi zajmować naciskami na zmiany w prawie, tak by według ITS w 2030 roku po Polsce jeździły legalnie, nie tylko testowo samochody autonomiczne[15].
- 11 czerwca – zgromadzenie ogólne partii politycznej Wiosna Roberta Biedronia podjęło decyzję o samorozwiązaniu partii[16].
- 13 czerwca – przedterminowe wybory prezydenta miasta Rzeszowa.
- 16 czerwca – wejście w życie ustawy z dnia 21 stycznia 2021 r. o służbie zagranicznej[17], która zastąpiła ustawę z 27 lipca 2001 r. i wprowadziła m.in. definicję „członka rodziny” pracownika służby zagranicznej[18].
- 20 czerwca – odbył się Zjazd Republikański, na którym ogłoszono powstanie Partii Republikańskiej[19][20].
- 24 czerwca – Sejm RP uchwalił ustawę nowelizującą Kodeks postępowania administracyjnego[21] nazywaną ustawą reprywatyzacyjną[22], której uchwalenie doprowadziło do sporu Polski z Izraelem i USA[23].

### Lipiec
- 3 lipca – podczas Rady Krajowej Platformy Obywatelskiej Borys Budka ogłosił swoją rezygnację z funkcji przewodniczącego partii, umożliwiając objęcie funkcji p.o. przewodniczącego przez Donalda Tuska jako wybrany wiceprzewodniczący partii[24]. W tym samym dniu Borys Budka został wybrany na wiceprzewodniczącego partii[25].
- 9 lipca – w nocy z 9 na 10 lipca, w miejscowości Borowce Jacek Jaworek dokonuje potrójnego morderstwa. Zabija brata, bratową i bratanka, po czym ucieka z miejsca zbrodni. Ślad po nim zaginął.
- 27 lipca – polski serwis społecznościowy nk.pl po 14 latach, 8 miesiącach i 16 dniach został zamknięty[26][27]. Serwis ten w szczytowym momencie swojej działalności liczył 14 mln aktywnych użytkowników[28].

### Sierpień
- 10 sierpnia – rzecznik rządu Piotr Müller poinformował o wniosku premiera Mateusza Morawieckiego o dymisję Jarosława Gowina z funkcji wicepremiera i ministra rozwoju, pracy i technologii[29]. Dzień później partia polityczna Porozumienie ogłosiła wystąpienie z koalicji rządzącej Zjednoczonej Prawicy, deklarując opuszczenie klubu parlamentarnego PiS i powołanie własnego koła parlamentarnego[30].
- 11 sierpnia:
  - prezydent Rzeczypospolitej Polskiej Andrzej Duda odwołał Jarosława Gowina z funkcji wicepremiera i ministra rozwoju, pracy i technologii[31].
  - Sejm RP przyjął ustawę o zmianach nowelizacji ustawy o radiofonii i telewizji nazywaną popularnie „lex anty-TVN”[32][33].
- 12 sierpnia – Rada Ministrów w związku z dymisją Jarosława Gowina podjęła decyzję o przekształceniu Ministerstwa Rozwoju, Pracy i Technologii w Ministerstwo Rozwoju i Technologii[34] i ponownym włączeniu sprawy działu praca do Ministerstwa Rodziny i Polityki Społecznej[35].
- 21 sierpnia – w Poznaniu o godzinie 4:34 tramwaje rozpoczęły kursowanie na pierwszym etapie trasy tramwajowej na Naramowice[36].
- 31 sierpnia – Rada Ministrów złożyła wniosek do Prezydenta Rzeczypospolitej Polskiej o wprowadzenie stanu wyjątkowego z powodu zagrożenia bezpieczeństwa i porządku publicznego na części terytorium Rzeczypospolitej Polskiej w związku z kryzysem migracyjnym oraz odbywającymi się przy polskiej granicy ćwiczeniami wojsk rosyjsko-białoruskich o kryptonimie Zapad[37][38].

### Wrzesień
- 2 września – prezydent Andrzej Duda zgodził się na wprowadzenie stanu wyjątkowego na obszarze 115 miejscowości w województwie podlaskim oraz 68 miejscowości w województwie lubelskim[39] wzdłuż całej granicy polsko-białoruskiej[39], rozporządzenie w sprawie wprowadzenia stanu wyjątkowego zostało w tym samym dniu opublikowane w Dzienniku Ustaw i weszło w życie[40].
- 12 września – w świątyni Opatrzności Bożej w Warszawie pod przewodnictwem legata papieskiego kard. Marcello Semeraro, prefekta Kongregacji Spraw Kanonizacyjnych, odbyła się beatyfikacja Czcigodnych Sług Bożych kardynała Prymasa Polski Stefana Wyszyńskiego i s. Marii Róży Czackiej[41].
- 16 września – wejście w życie ustawy z dnia 11 sierpnia 2021 r. nowelizującej Kodeks postępowania administracyjnego[42] nazywanej ustawą reprywatyzacyjną[22], która wprowadziła zasadę, że po upływie 30 lat od wydania decyzji administracyjnej niemożliwe będzie wszczęcie postępowania w celu jej zakwestionowania, np. w sprawie odebranego przed laty mienia, a jej uchwalenie doprowadziło do sporu Polski z Izraelem i USA[23].
- 17 września: 
  - Sejm RP uchwalił w trybie pilnym ustawę o rekompensacie w związku z wprowadzeniem stanu wyjątkowego na obszarze części województwa podlaskiego oraz części województwa lubelskiego w 2021 r.[43]
  - Sejm RP uchwalił ustawę zmieniającą Prawo budowlane i ustawę o planowaniu i zagospodarowaniu przestrzennym[44], która wprowadza możliwość budowy budynków mieszkalnych jednorodzinnych, o powierzchni zabudowy do 70 m², bez uzyskania pozwolenia na budowę, ustanawiania kierownika budowy oraz prowadzenia dziennika budowy[45].
- 30 września:
  - Sejm RP wyraził zgodę na przedłużenie obowiązującego stanu wyjątkowego na kolejne 60 dni[46].
  - zakończenie Narodowego Spisu Powszechnego Ludności i Mieszkań.

### Październik
- 1 października: 
  - rozporządzeniem prezydent Andrzej Duda przedłużył stan wyjątkowy na całym wprowadzonym obszarze na kolejne 60 dni[47].
  - Sejm RP uchwalił ustawę o gwarantowanym kredycie mieszkaniowym, która dotyczy określenia zasad, na jakich będzie udzielany i spłacany kredyt hipoteczny objęty gwarancją zastępującą udział własny kredytobiorcy jako rozwiązanie wspierające rodziny w zakresie poprawy warunków mieszkaniowych w ramach działań określanych wspólną nazwą "Mieszkanie bez wkładu własnego"[48].
  - Sejm RP uchwalił ustawę o ustanowieniu Narodowego Dnia Zwycięskiego Powstania Wielkopolskiego[49].
- 4 października – wejście w życie ustawy z dnia 29 września 2021 r. o rekompensacie w związku z wprowadzeniem stanu wyjątkowego na obszarze części województwa podlaskiego oraz części województwa lubelskiego w 2021 r.[50]
- 5 października – wejście w życie ustawy z dnia 18 listopada 2020 r. o doręczeniach elektronicznych[51], która dotyczy zdefiniowania zasad wymiany korespondencji z podmiotami publicznymi w relacji z innymi podmiotami publicznymi oraz podmiotami niepublicznymi, w tym z osobami fizycznymi w formie elektronicznej.
- 7 października – Trybunał Konstytucyjny orzekł, że wybrane przepisy Traktatu o Unii Europejskiej są niezgodne z Konstytucją RP[52].
- 9 października – odbył się kongres zjednoczeniowy partii politycznej Nowa Lewica[53].
- 10 października – otrzymanie przez Stadion Narodowy w Warszawie imię trenera Kazimierza Górskiego[54].
- 12 października – w Dzienniku Ustaw opublikowano wyrok Trybunału Konstytucyjnego o niezgodności wybranych przepisów Traktatu o Unii Europejskiej z Konstytucją RP[55].
- 23 października – odbyły się wybory wewnętrzne w partii politycznej Platforma Obywatelska, podczas których wybierano szefów regionów i przewodniczącego ugrupowania, którym ponownie[a] przy braku kontrkandydatów został wybrany Donald Tusk[56].
- 26 października – rekonstrukcja rządu Mateusza Morawieckiego. Odwołanie Michała Kurtyki z funkcji ministra klimatu i środowiska, Grzegorza Pudy z funkcji ministra rolnictwa i rozwoju wsi i powołania na stanowisko ministra funduszy i polityki regionalnej, Tadeusza Kościńskiego z funkcji ministra finansów i funduszy i polityki regionalnej i powołanie na stanowisko ministra finansów, powołanie Henryka Kowalczyka na stanowisko wiceprezesa Rady Ministrów, ministra rolnictwa i rozwoju wsi, Kamila Bortniczuka na stanowiska ministra sportu i turystyki, odwołanie Piotra Glińskiego z funkcji ministra kultury, dziedzictwa narodowego i sportu i powołanie na stanowisko ministra kultury i dziedzictwa narodowego, powołanie Anny Moskwy na stanowisko ministra klimatu i środowiska i Piotra Nowaka na stanowisko ministra rozwoju i technologii[57].
- 29 października – Sejm RP uchwalił ustawę nowelizującą ustawy o podatku dochodowym od osób fizycznych i osób prawnych wprowadzającą podwyższenie do 30 000 zł kwoty wolnej od podatku dla ogółu podatników obliczających podatek według skali podatkowej, podwyższeniu do 120 000 zł progu dochodów po przekroczeniu którego ma zastosowanie 32% stawka podatku oraz wprowadzeniu ulgi dla klasy średniej i zmianie zasad ustalania podstawy wymiaru składki zdrowotnej dla przedsiębiorców oraz likwidacji możliwości odliczenia składki na ubezpieczenie zdrowotne od podatku dochodowego od osób fizycznych, zmianie wysokość kosztów podatkowych od przychodów otrzymywanych przez osoby pełniące obowiązki społeczne lub obywatelskie[58][59].

### Listopad
- 17 listopada – Sejm RP uchwalił ustawę o rodzinnym kapitale opiekuńczym, która wprowadza do systemu prawnego nowego świadczenie polegające na przyznaniu pomocy o wartości 12 tys. zł na drugie i kolejne dziecko w wieku od 12. do 36. miesiąca życia[60].

### Grudzień
- 11 grudnia – wejście w życie ustawy z dnia 1 października 2021 r. o ustanowieniu Narodowego Dnia Zwycięskiego Powstania Wielkopolskiego[49].
- 17 grudnia:
  - Sejm RP odrzucił decyzję izby wyższej o odrzuceniu nowelizacji ustawy o radiofonii i telewizji, nazywanej potocznie „lex anty-TVN”[32], ograniczającej kapitałowi spoza Europejskiego Obszaru Gospodarczego prawo posiadania pakietu większościowego w polskich mediach[61].
  - Sejm RP uchwalił ustawę o zmianie ustawy o zdrowiu publicznym oraz niektórych innych ustaw, na mocy której z 1 stycznia 2022 roku utworzono Krajowe Centrum Przeciwdziałania Uzależnieniom w wyniku połączenia Krajowego Biura do Spraw Przeciwdziałania Narkomanii i Państwowej Agencji Rozwiązywania Problemów Alkoholowych[62].
  - Sejm RP uchwalił ustawę dotyczącą utworzenia Centralnego Biura Zwalczania Cyberprzestępczości (CBZC)[63].
- 19 grudnia – w całym kraju po decyzji Sejmu RP ws. ustawy tzw. „lex anty-TVN”[32] odbyły się protesty przeciwko uchwaleniu tej ustawy[64].
- 27 grudnia:
  - prezydent RP Andrzej Duda podjął decyzję o zawetowaniu nowelizacji ustawy o radiofonii i telewizji nazywanej potocznie „lex anty-TVN”[32][65].
  - pierwsze obchody Narodowego Dnia Zwycięskiego Powstania Wielkopolskiego po uchwaleniu i wejściu w życie ustawy ustanawiające to święto państwowe[66].

## Wydarzenia na świecie

### Styczeń
- 1 stycznia:
  - Portugalia objęła prezydencję w Radzie Unii Europejskiej.
  - Wielka Brytania po 11-miesięcznym okresie przejściowym oficjalnie opuściła Unię Europejską, jednocześnie weszła w życie umowa handlowa między Zjednoczonym Królestwem a UE[67].
  - Guy Parmelin objął urząd Prezydenta Szwajcarii.
- 4 stycznia:
  - brytyjski sędzia zablokował ekstradycję Juliana Assange’a do Stanów Zjednoczonych. Meksyk zaoferował mu azyl polityczny[68].
  - rządy Arabii Saudyjskiej i Kataru zgodziły się na otwarcie granicy między państwami[69].
- 6 stycznia – zwolennicy ustępującego prezydenta Stanów Zjednoczonych Donalda Trumpa rozpoczęli protest przed zatwierdzeniem przez Kongres zwycięstwa Joego Bidena na prezydenta Stanów Zjednoczonych[70].
- 7 stycznia:
  - Kongres Stanów Zjednoczonych zatwierdził wyniki wyborów prezydenckich w 2020 roku i uznał Joego Bidena prezydentem elektem Stanów Zjednoczonych[71].
  - sąd śledczy w Iraku wydał nakaz aresztowania prezydenta Stanów Zjednoczonych Donalda Trumpa w sprawie zabójstwa generała Ghasema Solejmaniego[72].
- 8 stycznia – Twitter na stałe zawiesił konto Donalda Trumpa[73].
- 9 stycznia – Boeing 737 należący do indonezyjskich linii lotniczych Sriwijaya Air wpadł do Morza Jawajskiego. 62 osoby zginęły[74].
- 11 stycznia – papież Franciszek w motu proprio „Spiritus Domini” dokonał zmiany w prawie kanonicznym zezwalając kobietom na posługę akolity i lektora[75].
- 13 stycznia:
  - Izba Reprezentantów drugi raz wszczęła procedurę impeachmentu wobec Donalda Trumpa[76].
  - Lisa Montgomery została pierwszą kobietą straconą przez rząd federalny w USA od 67 lat. Została skazana na karę śmierci za zabójstwo ciężarnej kobiety w stanie Missouri[77].
- 15 stycznia:
  - Trzeci rząd Marka Ruttego podał się do dymisji w związku ze skandalem dotyczącym nieuprawnionych działań urzędu skarbowego[78].
  - Pandemia COVID-19: Liczba potwierdzonych zgonów przekroczyła 2 miliony osób[79].
- 16 stycznia – grupa dziesięciu Szerpów z Nepalu, pod dowództwem Mingmy Gyalje, jako pierwsza w historii dotarła na szczyt K2 zimą[80].
- 20 stycznia – 78-letni demokrata Joe Biden został zaprzysiężony na 46. Prezydenta Stanów Zjednoczonych stając się najstarszą w historii osobą na tym stanowisku, zaś Kamala Harris jako pierwsza kobieta na 49. wiceprezydenta Stanów Zjednoczonych[81].
- 22 stycznia – wszedł w życie Traktat o zakazie broni jądrowej ratyfikowany przez 50 państw[82].
- 24 stycznia – urzędujący prezydent Portugalii Marcelo Rebelo de Sousa wygrał tamtejsze wybory prezydenckie[83].
- 26 stycznia – Pandemia COVID-19: Liczba potwierdzonych zachorowań na całym świecie to ponad 100 milionów osób, zaś liczba zgonów przekroczyła 2 140 000[84].

### Luty
- 1 lutego:
  - Grupa wojskowych pod dowództwem Min Aung Hlainga przeprowadziła udany zamach stanu w Mjanmie. Prezydent Win Myint i premier Aung San Suu Kyi zostali aresztowani[85].
  - Kosowo nawiązało stosunki dyplomatyczne z Izraelem[86].
- 3 lutego – Kanada dołączyła do swojej listy organizacji terrorystycznych trzynaście ugrupowań, w tym jako pierwszy kraj na świecie neofaszystowskie ugrupowanie Proud Boys powiązane z atakiem na Kapitol Stanów Zjednoczonych[87].
- 13 lutego – w pobliżu prefektury Fukushima miało miejsce trzęsienie ziemi o magnitudzie 7,3[88].
- 19 lutego – Stany Zjednoczone powracają do porozumienia paryskiego 107 dni po jego opuszczeniu pod przewodnictwem prezydenta Donalda Trumpa[89].
- 20 lutego – u siedmiu osób w Rosji wykryto szczep A/H5N8 wirusa ptasiej grypy u ludzi. Są to pierwsze potwierdzone przypadki zakażenia owym szczepem u ludzi[90].
- 22 lutego – Luca Attanasio, ambasador Włoch w Demokratycznej Republice Konga, został zamordowany w pobliżu Goma podczas ataku na konwój MONUSCO[91].

### Marzec
- 1 marca – były prezydent Francji Nicolas Sarkozy został uznany przez sąd w Paryżu za winnego korupcji oraz nadużywania wpływów politycznych i skazany na karę trzech lat pozbawienia wolności, w tym dwóch w zawieszeniu[92].
- 5 marca – Hiszpania, jako pierwszy kraj w Europie, dopuściła w pełni autonomiczny autobus do poruszania się po zwykłej drodze publicznej. W Maladze na drogi wyjechał 12 metrowy elektryczny autobus mogący pomieścić 60 osób[93].
- 5–8 marca – pierwsza historyczna podróż apostolska papieża Franciszka do Iraku[94].
- 10 marca – pożar serwerowni OVH w Strasburgu[95].
- 22 marca – strzelanina w centrum handlowym w Kolorado w USA. Zginęło 10 osób[96].
- 26 marca – katastrofa kolejowa w pobliżu miasta Sauhadż w Egipcie. Śmierć poniosły co najmniej 32 osoby a 91 zostało rannych[97].

### Kwiecień
- 4 kwietnia – wybory parlamentarne w Bułgarii[98].
- 13 kwietnia – strzelanina w szkole średniej w Knoxville w stanie Tennessee w USA. Sprawca zginął na miejscu[99].
- 14 kwietnia – po analizie badań z Wielkiego Zderzacza Hadronów oraz Tevatronu potwierdzono istnienie odderonu, co Leszek Łukaszuk przewidział teoretycznie w 1973[100].
- 25 kwietnia – wybory parlamentarne w Albanii[101].
- 30 kwietnia – w wyniku masowej paniki podczas obchodów święta Lag ba-Omer na górze Meron zginęło 45 osób, a ok. 150 zostało rannych[102].

### Maj
- 11 maja – strzelanina w szkole w Kazaniu.
- 26 maja – strzelanina w San Jose, zginęło 9 osób w tym sprawca[103].

### Czerwiec
- 8 czerwca – Zgromadzenie Ustawodawcze Salwadoru uchwaliło ustawę ustanawiającą bitcoin prawnym środkiem płatniczym[104].

### Lipiec
- 1 lipca – Słowenia objęła prezydencję w Radzie Unii Europejskiej.
- 7 lipca – Prezydent Haiti Jovenel Moïse został zamordowany nad ranem w swojej prywatnej posiadłości przez nieznanych sprawców. Jego żona Martine Moïse została przetransportowana do szpitala z licznymi ranami postrzałowymi[105].
- 11 lipca – odbył się pierwszy niezależny od organizacji rządowych lot należącej do amerykańskiego miliardera Richarda Bransona firmy Virgin Galactic, podczas którego umowną granicę kosmosu przekroczyła osoba niebędąca zawodowym astronautą[106].
- 12 lipca:
  - Intensywne opady deszczu w zachodniej, północnej i południowej Europie doprowadziły do serii powodzi, w której zginęło co najmniej 209 osób[107].
  - Reprezentacja Włoch w piłce nożnej wygrała Euro 2020.
- 21 lipca – odbył się lot należącej do amerykańskiego miliardera Jeffa Bezosa firmy Blue Origin, będący pierwszym automatycznie sterowanym cywilnym lotem suborbitalnym[108].

### Sierpień
- 15 sierpnia – Ofensywa talibów w Afganistanie: talibowie przejęli Kabul i większą część Afganistanu[109].
- 30 sierpnia – Stany Zjednoczone wycofały ostatnie oddziały z Afganistanu, kończąc tym samym dwadzieścia lat operacji wojskowych w tym regionie[110].

### Wrzesień
- 16 września – wystartowała misja kosmiczna SpaceX Inspiration4[111].
- 26 września – wybory parlamentarne w Niemczech[112].

### Październik
- 1 października – otwarcie wystawy Expo 2020 w Dubaju.
- 2 października – pożar wyspy Guanaja na Morzu Karaibskim[113].
- 5 października – premiera systemu operacyjnego firmy Microsoft Windows 11.
- 7 października – koncern General Motors zaprezentował system „Ultra Cruise” – ich autopilot pozwala na jazdę samochodu bez kierowcy w 95% sytuacji na dowolnej drodze publicznej i prywatnej[114].
- 13 października – papież Franciszek podpisał osiem dekretów w tym dekret uznający cud za wstawiennictwem Albino Lucianiego (Jana Pawła I), co oznacza w późniejszym czasie jego beatyfikację[115].
- 15 października – brytyjski polityk David Amess został zamordowany podczas spotkania z wyborcami w kościele metodystów w Leigh-on-Sea[116].
- 25 października – strzelanina w centrum handlowym w mieście Boise w stanie Idaho[117]. Zginęły dwie osoby, jedna została ranna.
- 31 października – atak nożownika i pożar w pociągu w Tokio[118].

### Listopad
- 5 listopada – Eksplozja we Freetown: w wyniku eksplozji cysterny z paliwem zginęło 131 osób, a co najmniej 100 zostało rannych[119].
- 23 listopada – Katastrofa autokaru na autostradzie Struma: w pożarze macedońskiego autokaru zginęło 46 osób, w tym 12 dzieci[120].
- 30 listopada – Barbados zerwał unię personalną z Wielką Brytanią, stając się republiką. Pierwszą prezydent została wybrana przez parlament Sandra Mason[121].

### Grudzień
- 8 grudnia – Bundestag zatwierdził powołanie Olafa Scholza na urząd kanclerza[122]. Tego samego dnia dokonano zaprzysiężenia członków nowego rządu, który w konsekwencji rozpoczął urzędowanie[123].
- 12 grudnia – w Nowej Kaledonii przeprowadzone zostało referendum w sprawie niepodległości terytorium od Francji. 96,5% uczestników opowiedziało się przeciw, m.in. ze względu na bojkot głosowania przez Kanaków i zwolenników niepodległości[124].
- 21 grudnia – w wyniku wybuchu samochodu cysterny na Haiti zginęło 90 osób[125].
- 25 grudnia – Wystrzelenie Kosmicznego Teleskopu Jamesa Webba[126][127].
- 30 grudnia – seria niszczycielskich pożarów w hrabstwie Boulder w Kolorado[128].

## Urodzili się
- 26 marca – Julian Bernadotte, książę szwedzki, książę Hallandu, najmłodsze dziecko i trzeci syn Karola Filipa, księcia Värmlandu, oraz jego żony, Zofii Hellqvist
- 4 czerwca – Lilibet Mountbatten-Windsor, potomkini brytyjskiej rodziny królewskiej, córka Henryka, księcia Sussexu i jego żony, Meghan, księżnej Sussexu

## Zdarzenia astronomiczne

### Styczeń
- 2 stycznia, 14:51 CET – Ziemia w peryhelium[129]
- 3 stycznia – Księżyc w perygeum (370 122 km) (20:03)

### Marzec
- 20 marca – równonoc marcowa (10:37 CET)

### Czerwiec
- 10 czerwca – obrączkowe zaćmienie Słońca (Kanada, Grenlandia, pn. Jakucja), w Polsce płytkie częściowe[130]
- 21 czerwca – przesilenie czerwcowe (05:32 CEST)

### Lipiec
- 5  lipca,Raffaella Carrà
- 6 lipca, 00:27 CEST – Ziemia w aphelium[129]

### Wrzesień
- 22 września – równonoc wrześniowa (21:21 CEST)

### Grudzień
- 21 grudnia – przesilenie grudniowe (16:59 CET)

## Nagrody Nobla
- z medycyny i fizjologii – David Julius, Ardem Patapoutian
- z fizyki – Syukuro Manabe, Klaus Hasselmann, Giorgio Parisi
- z chemii – Benjamin List, David MacMillan
- z literatury – Abdulrazak Gurnah
- pokojowa – Maria Ressa, Dmitrij Muratow
- z ekonomii – David Card, Joshua Angrist, Guido Imbens

## Święta ruchome
- Tłusty czwartek: 11 lutego
- Ostatki: 16 lutego
- Popielec: 17 lutego
- Pamiątka śmierci Jezusa Chrystusa: 27 marca
- Niedziela Palmowa: 28 marca
- Wielki Czwartek: 1 kwietnia
- Wielki Piątek: 2 kwietnia
- Wielka Sobota: 3 kwietnia
- Wielkanoc: 4 kwietnia
- Poniedziałek Wielkanocny: 5 kwietnia
- Wniebowstąpienie Pańskie: 16 maja
- Zesłanie Ducha Świętego: 23 maja
- Boże Ciało: 3 czerwca